# Lord Vigo
Lord Vigo est un groupe allemand de heavy metal, originaire de Landstuhl. L'utilisation de références à la culture pop est considérée chez le groupe comme caractéristique. Les références aux films d'horreur et de science-fiction des années 1980 et du début des années 1990, ainsi que la recherche d'authenticité musicale et culturelle liée à cette période, en sont des exemples marquants. Le groupe poursuit cet idéal jusque dans sa préoccupation persistante pour les questions de détail concernant la technique de jeu et d'enregistrement, ce qui est souvent souligné dans la réception du groupe par le terme de « cabotinage ». En même temps, l'attitude du groupe est marquée par l'autodérision.

## Histoire

### Débuts (2014)
En octobre 2014, les futurs Lord Vigo répètent après que le batteur et chanteur Patrick « Vinz Clortho » Palm les ait invités à former un projet de doom metal. Le frère de Patrick « Vinz Clortho » Palm, le guitariste Christian « Volguus Zildrohar » Palm et le guitariste et bassiste Patrick « Tony Scoleri » Fuchs d'Ivory Night se rencontrent pour la première fois en octobre 2014 avec l'idée de créer un projet de doom metal commun. Les deux musiciens avaient auparavant joué avec « Vinz Clortho » dans différentes constellations, comme le projet de synthpop The Beautiful Dead. D'autres groupes communs existaient déjà au « tout début » des années 1990, dont une formation doom éphémère. Ce projet publie à l'époque une bande démo qui n'attire guère l'attention, mais qui occupe « Vinz Clortho » de manière sporadique. Avec cette « démo comme point de repère », il a enregistré avec « Volguus Zildrohar » les morceaux réarrangés comme esquisses de démo. C'est aussi la première fois qu'il chante, alors qu'il avait jusqu'alors toujours joué le rôle de batteur. Il passe au chant après avoir échoué à trouver un chanteur adéquat et se montre satisfait de ses premières tentatives de chanter sur la musique. Vinz Clortho » transmet les enregistrements à Tony Scoleri en l'invitant à une répétition commune. Pendant cette répétition, le trio écrit une grande partie du morceau Babylon the Great, un succès qui conforte les musiciens dans leurs efforts. Au plus tard lorsque le morceau Vigo Von Homburg Deutschendorf est achevé, le groupe décide de publier les morceaux en cours de création. Parallèlement, le groupe met en place d'autres cadres conceptuels avec ce morceau. En référence au film SOS Fantômes 2, dont sont tirés le personnage de Lord Vigo et le thème de la pièce, et à l'ensemble de la franchise SOS Fantômes, le nom du groupe, le titre de l'album et les pseudonymes des musiciens apparaissent. Avec ces éléments de base et ces idées fondamentales sur la musique et le contenu du groupe commun, Lord Vigo poursuit son activité dans les années qui suivent.

### Under Carpathian Sun(2015–2016)

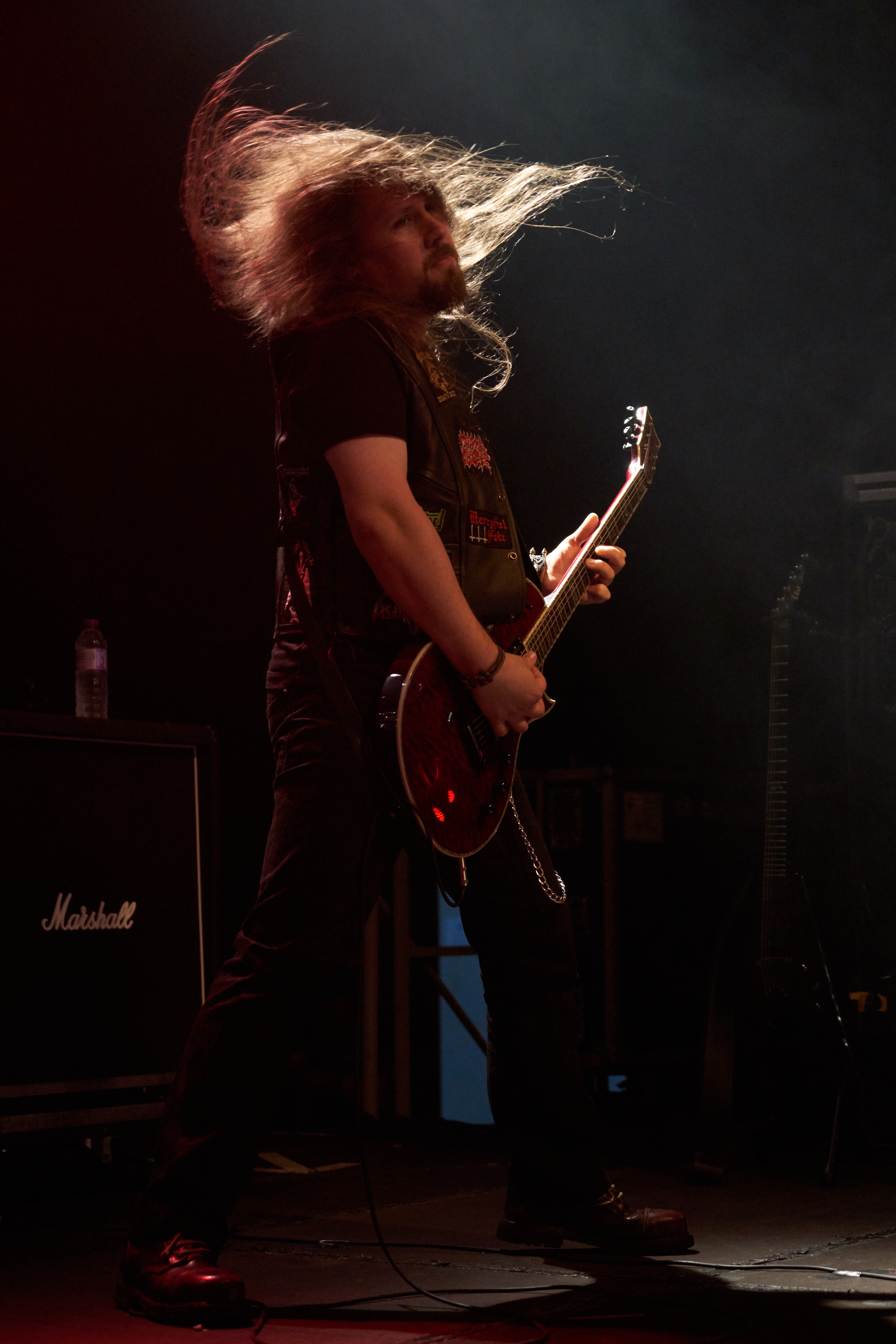
Patrick « Tony Scoleri » Fuchs avec Lord Vigo au Hammer of Doom 2015.

Les premières démos sont enregistrées dans la salle de répétition des musiciens, qui servait également de home studio, sans effets enjolivants comme l'auto-tune. Le groupe tenait à obtenir un son qui correspondait à celui du metal des années 1980. En conséquence, le groupe choisit un delay comme effet pour le chant, car dans les années 1980, cet effet était encore moins cher pour les studios d'enregistrement qu'une réverbération de qualité comparable. Le 30 mai 2015, Lord Vigo publie Under Carpathian Sun comme mini-cassette auto-éditée. Le trio choisit ce support, tout comme les décisions d'orientation précédentes pour Lord Vigo, en raison d'un sentiment de nostalgie vis-à-vis des années 1980 et du début des années 1990, ainsi que de leur propre enfance et adolescence. Le souvenir d'une écoute célébrée de la musique revêtait notamment une importance particulière,.
La démo ayant été accueillie positivement, Lord Vigo contacte des labels spécialisés dans le metal. Alors que les labels allemands n'étaient pas intéressés, le label grec No Remorse Records, spécialisé dans les rééditions, propose au groupe de publier Under Carpathian Sun sous forme d'album. En conséquence, le groupe ajoute à l'album deux morceaux initialement écrits pour une réédition. Under Carpathian Sun sort sous cette forme le 15 novembre 2015 en CD et le 26 février 2016 en double LP. Le design du support sonore a également été revu pour la sortie. Lors d'une séance photo spontanée, le groupe conçoit l'image visuelle avec l'apparence marquante de Patrick « Vinz Clortho » Palm, avec un casque orné de rivets et un gant blindé pour des images qui devaient compléter le matériel d'accompagnement. En outre, la publication est dotée d'une nouvelle pochette d'album et d'un nouveau logo de groupe. La couverture est réalisée par l'artiste Karmazid, déjà actif pour des artistes tels que Visigoth et Urfaust, dont Patrick « Vinz Clortho » Palm découvre le travail dans un numéro du magazine metal Deaf Forever. Après que le reste des musiciens se soient montrés enthousiastes à l'idée, le groupe contacte l'artiste via Facebook, et lui envoie une ébauche, sur laquelle il base son dessin.
Peu après la sortie de l'album, le groupe se produit le 21 novembre 2015 en ouverture de la deuxième journée du Hammer of Doom X à Würzburg. Oliver Weinsheimer, collaborateur indépendant de Deaf Forever et co-organisateur des festivals Keep It True et Hammer of Doom, propose à Lord Vigo de se produire sur scène, ce qui constituait la première expérience live du groupe. Afin de pouvoir mieux agir en tant que musicien lors de la représentation et d'augmenter la valeur d'exposition pour le public, un batteur et un bassiste ont été appelés en renfort ; une constellation que Lord Vigo conserve. Outre les répétitions nécessaires en tant que groupe live à cinq et d'autres représentations dans des festivals, comme au Storm Crusher Festival en septembre 2016, le trio de base élabore d'autres musiques.

### Blackborne Souls(2016–2017)
Lors de la sortie de Under Carpathian Sun sur No Remorse Records, le groupe déclare qu'il y avait déjà suffisamment de morceaux pour un deuxième album ainsi que les premières ébauches d'un troisième. Le groupe conserve les conditions de travail du premier album. Les enregistrements sont conçus, mixés et masterisés par le groupe dans son home studio. Lors de l'enregistrement, le groupe varie ponctuellement la technique utilisée, tout en continuant à accorder de l'importance à un son aussi authentique que possible. Lord Vigo intègre davantage de synthétiseurs Moog dans la musique en raison d'un penchant pour Rush et varie d'autres parties de la technique d'enregistrement, de sorte que la production sonnait globalement plus « grosse ».

« Nous avons travaillé sans trigger ni replacements et avons cette fois-ci pris les toms avec un micro dans la caisse claire et un autre à l'extérieur de la caisse claire. Cela donne un vrai gros son, un mélange de toms de concert et de toms normaux. Je pense que pour le troisième album, nous pouvons encore faire un pas en avant [sic]. Il y a toujours des choses que l'on ferait un peu différemment après coup. Personnellement, j'aime le son que l'on connaît des [sic!] vieux albums de metal de la fin des années '80 ou du début des années '90. Ces albums modernes au son plastique ne sont pas pour moi. Chez nous, il n'y a pas non plus d'auto-tune ou de doublement sans fin des pistes de guitare. Une guitare à gauche, une à droite, et c'est tout »

— Patrick « Vinz Clortho » Palm cité par Kerbinator : Interview avec Vinz Clortho de Lord Vigo. Rockcastle Franken, 2017
Blackborne Souls sort le 13 janvier 2017 sur No Remorse Records en minicassette, CD, double LP et téléchargement de musique via Bandcamp. En guise de promotion, le groupe donne d'autres représentations, notamment au festival grec Up the Hammers en mai 2017 et au Dong Open Air en juillet 2017 à Neukirchen-Vluyn.

### Six Must Die(2017–2019)

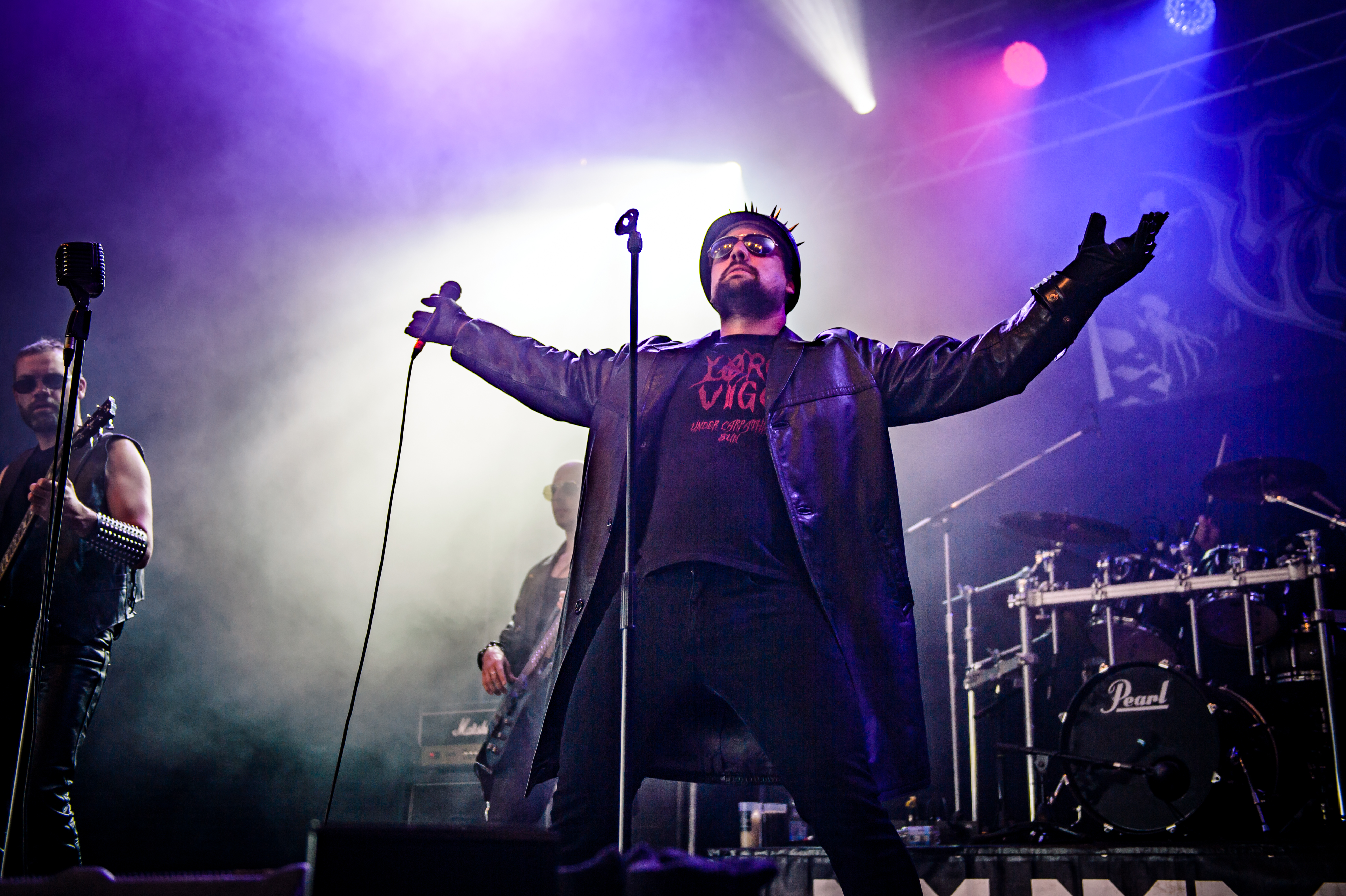
Lord Vigo au Dong Open Air 2017.

Lord Vigo poursuit la méthode éprouvée d'écriture et d'enregistrement des albums précédents. Parallèlement aux concerts, le groupe a ainsi arrangé et affiné d'autres matériaux, qui sont de nouveau enregistrés dans le home studio de « Vinz Clortho ». Contrairement aux sorties précédentes, Markus Vesper est engagé pour la conception de la pochette et Patrick W. Engel pour le mastering. Le troisième album devait se distinguer des précédents, souvent associés visuellement au black metal. En conséquence, Lord Vigo fait également concevoir par Karmazid un nouveau logo qui, selon Christian « Volguus Zildrohar » Palm, « correspond beaucoup mieux à la musique » Six Must Die sort le 25 mai 2018 sur No Remorse Records. Pour les concerts qui suivent, le groupe fait appel individuellement à d'autres musiciens live en raison d'obligations personnelles. Malgré le succès critique croissant, Lord Vigo n'effectue pas de tournée en tête d'affiche et continue à se produire tôt dans les grands festivals. Le groupe joue notamment en première partie de Satan à Mannheim le 2 novembre 2018, au Waldpark Open Air le 13 octobre 2018 et au Hell Over Hammaburg le 2 mars 2019. À cette occasion, le groupe fait le concert du Waldpark Open Air à trois.

### We Shall Overcome(depuis 2019)
En travaillant sur le quatrième album, le trio de base de Lord Vigo donne aux musiciens live l'option de s'impliquer dans le processus d'écriture et d'enregistrement, que le groupe conserve par ailleurs comme pour les albums précédents. Finalement, « Nunzio Scoleri » sur As Silence Grows Old, « Zuul » sur The Verge of Time et « Ivo Shandor » sur Memento Mori apportent leur contribution. Le travail sur l'album prend environ un an, dont quatre mois pour le mixage. L'album Danse de Noir est de nouveau masterisé par Patrick W. Engel. Une peinture de l'artiste Peter Gric est utilisée pour la pochette. L'album sort le 10 avril 2020, contrairement aux précédentes sorties via High Roller Records. À la suite de la pandémie de Covid-19 en Allemagne, une tournée prévue avec une tenue de scène modifiée et une toile pour l'album n'a pas lieu.
Après l'assouplissement des règles visant à endiguer la pandémie, le groupe se produit avec ses nouveaux morceaux dans des salles avec des sièges et devant un public de taille adaptée, notamment le 7 août 2021 à Mannheim et au Storm Crusher Festival le 11 septembre 2021, cette fois même en tant qu'avant-dernier groupe du festival. Le groupe joue un premier morceau de l'album suivant de Danse de Noir. Ludwig Krammer du Rock Hard fait l'éloge de la performance de Lord Vigo en la qualifiant de « show de la soirée ». En décembre de la même année, le groupe annonce officiellement le titre We Shall Overcome de l'album qui succédera à Danse de Noir. Avant la sortie, le groupe présente le 13 mai 2022 un clip de From Our Ashes We Will Rise, en guise d'aperçu de l'album. Le lendemain de la sortie du clip, le groupe se produit au Tyrol avec Old Mother Hell. L'album sort à nouveau sur High Roller Records et fait office de préquelle à l'histoire de l'album précédent. Lord Vigo développe l'histoire commencée avec Danse de Noir et a nommé Danse de Noir comme étant la première partie d'une trilogie qui se poursuit avec We Shall Overcome. 6 artistes différents ont travaillé sur le livret d'accompagnement qui complète visuellement l'histoire et qui est enrichi d'autres éléments narratifs. L'album sort le 2 juillet 2022 et la sortie d'une version vinyle est annoncée pour 2023 en raison d'une pénurie de matières premières et de retards de production.

## Discographie

### Albums studio
- 2015 : Under Carpathian Sun (No Remorse Records)
- 2017 : Blackborne Souls (No Remorse Records)
- 2018 : Six Must Die (No Remorse Records)
- 2020 : Danse de Noir (High Roller Records)
- 2022 : We Shall Overcome (High Roller Records)

### Démos
- 2015 : Under Carpathian Sun